# Anemurium
Anemurium (Grieks: Ανεμούριον; Turks: Anamuryum) was een grote stad in Cilicië, in het uiterste zuiden van Anatolië aan de gelijknamige 'Kaap Anamur', tegenover Cyprus gelegen. De stad werd vermoedelijk in de 7e eeuw CE verlaten na aardbevingen en plunderingen door Arabieren, al zijn er Byzantijnse muntenvondsten gedaan die aantonen dat er in 900 bewoning plaatsvond en wellicht zelfs handel werd gedreven.
De oude stad is opgedeeld in twee stukken. De aan het strand gelegen acropolis en de op de heuvel gelegen necropolis. In de acropolis zijn o.a. twee goed bewaarde theaters, het odeon, enkele vroeg christelijke basilica, huizen en straten en stadsmuren te zien. De necropolis bevat zo'n 350 tombes uit de vroeg christelijke periode, waarvan enkele zich in zeer goede staat bevinden.
Boven de necropolis bevindt zich een aquaduct dat tot aan de baden reikt. Een tweede, lager gelegen aquaduct voorzag de stad eveneens van drinkwater.
Boven op de kaap ligt de ruïne van de citadel. Deze stamt uit een latere periode (ca. 1100 CE) en is vermoedelijk Arabisch.
De stad is eerst gedurende vijf jaren archeologisch onderzocht van 1962 tot 1967, door Elisabeth Alföldi-Rosenbaum. In de jaren 70 nam een tweede team onder leiding van James Russell het onderzoek naar de stad over.

## Galerij

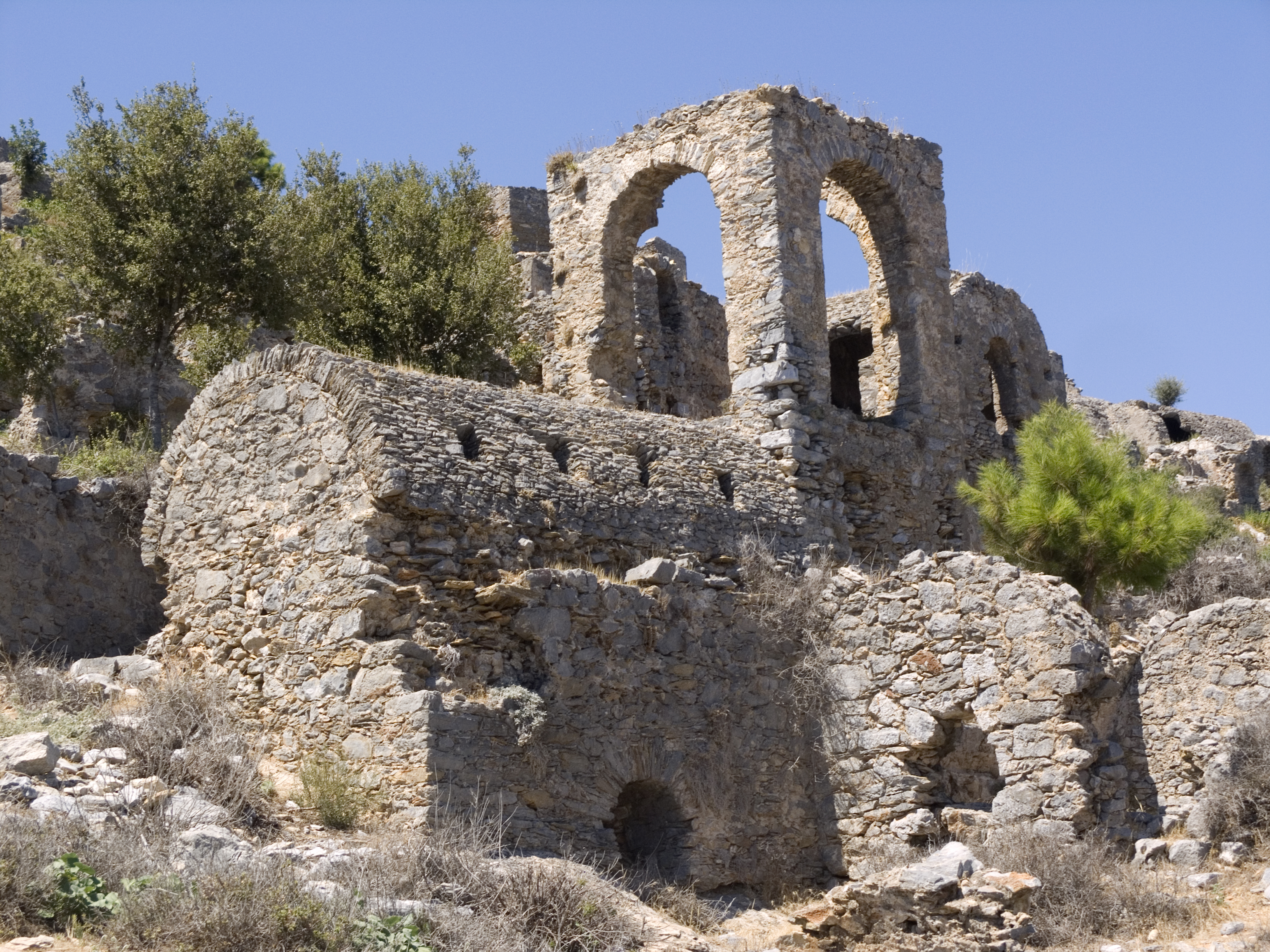
Ruïnes in Anamurium
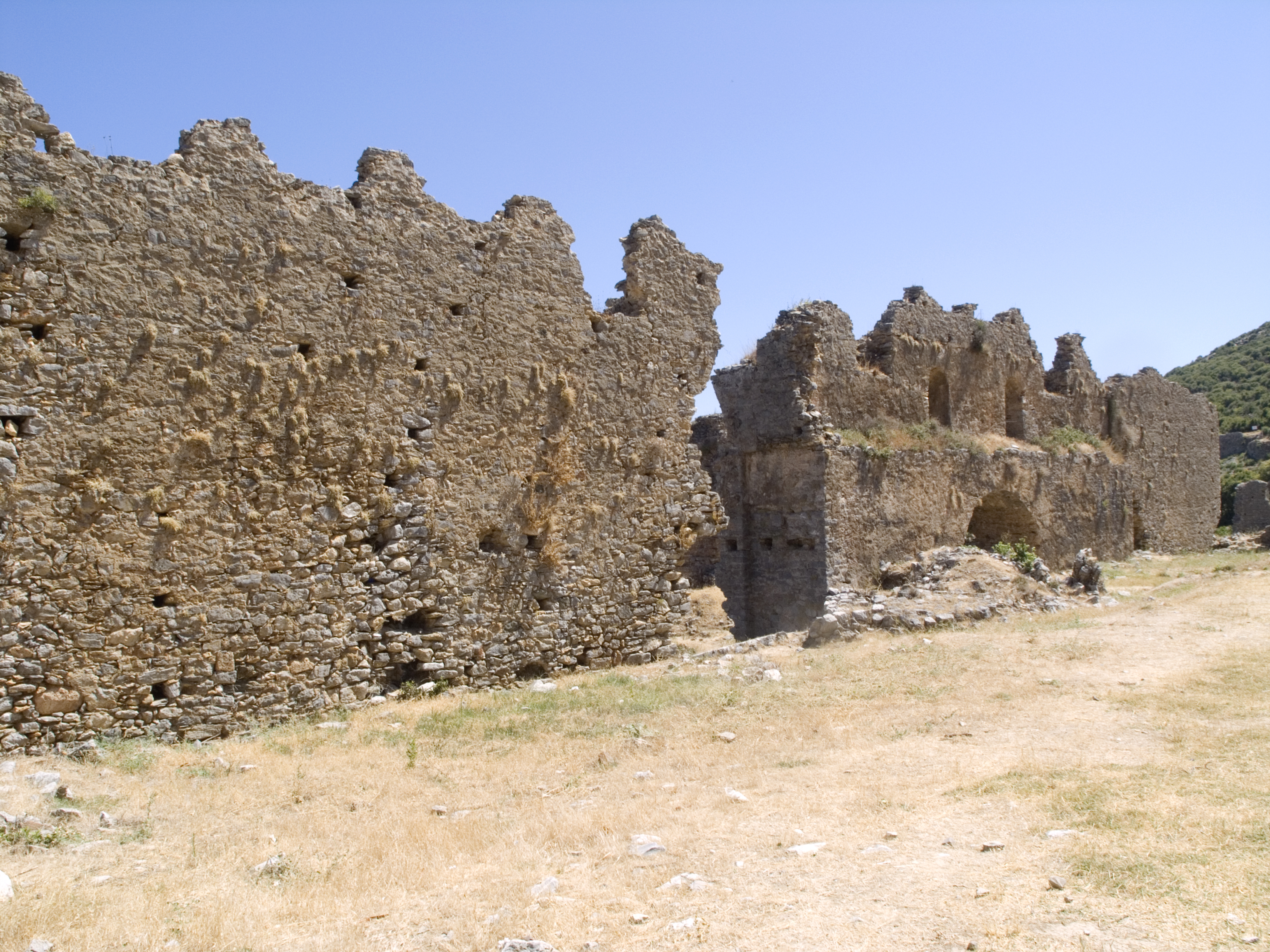
Stadsmuren
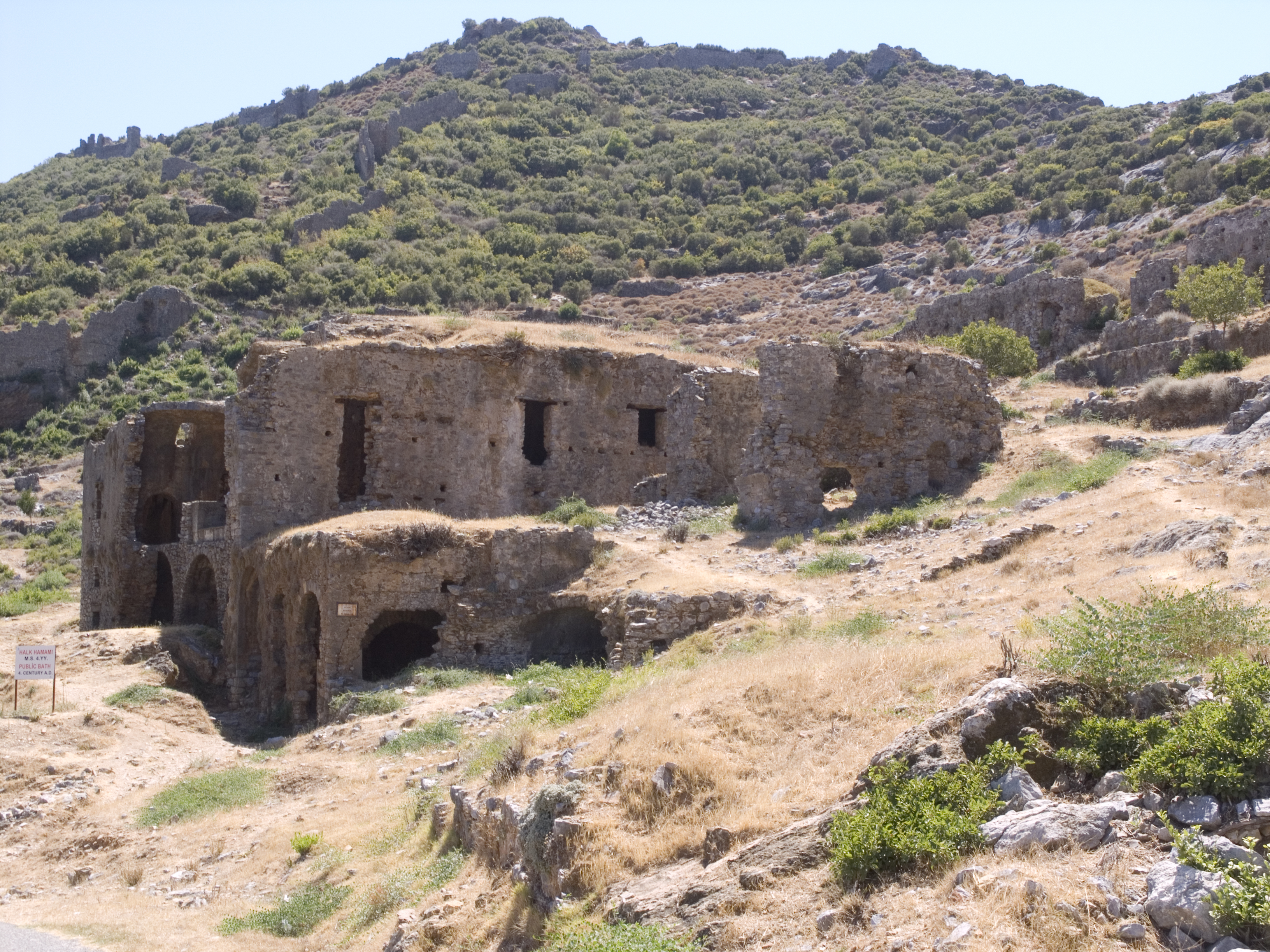